# Апостолос Василиу
Апостолос Василиу, известен като Апостоларас Мадемлис или Мадемохоритис (на гръцки: Απόστολος Βασιλείου, Αποστολάρας Μαδεμλής, Μαδεμοχωρίτης), е гръцки революционер, участник в Гръцката война за независимост.

## Биография
Апостолос Василиу е роден в халкидическото македонско село Гомати във видно семейство. При избухването на Гръцкото въстание в 1821 година взима участие в сраженията на Халкидическия полуостров, като глава на чета мадемохориати в отряда на Емануил Папас. След падането на Касандрия се оттегля на Скопелос, където заема лидерско място, сред спасилите се там македонци. От Скопелос Апостолос Василиос заедно с Константинос Думбиотис и други македонци от Халкидика минават под командването на Анастасиос Каратасос и с помощта на капитаните от Спорадите са прехвърлени в Централна Гърция, където участват в множество сражения. В 1822 година Апостолос Василиу се сражава при Врисакия край Халкида, а в 1823 година при Трикери. През декември 1824 година с Каратасос и Думбиотис се прехвърлят в Атина, където участват в Гръцката гражданска война на страната на румелиотите. Генерал Йоанис Макриянис пише в спомените си:
| „ | Доведохме и останалите капитани тук, Каратасос и другине безсмъртни Думбиотис, Пинеос, Веледзас, Апостолакис, Зарбас. | “ |

В 1825 година участва в големите битки с Ибрахим паша при Неокастро и при Схинолака на Пелопонес. В същата година оглавява отряд от 114 души, който заеднос отрядите на Каратасос, Ангел Гацо пази Хидра от евентуална атака от Ибрахим паша. През март 1826 година пише благодарствено писмо на Йоанис Колетис и после участва в битката при Аталанти.
В 1828 година живее на Скопелос, но с пристигането на Йоанис Каподистрияс е повикан да участва в организирането на редовната гръцка армия. В 1829 година оглавява 16 батальон. Получава чин майор от пехотата и хилядник (хилиарх) в 1832 година. В 1833 участва на страната на Тодорос Колокотронис в антикралското движение. Арестуван е и затворен заедно с Колокотронис в Навплио, където умира през зимата на същата година.